# Zambija

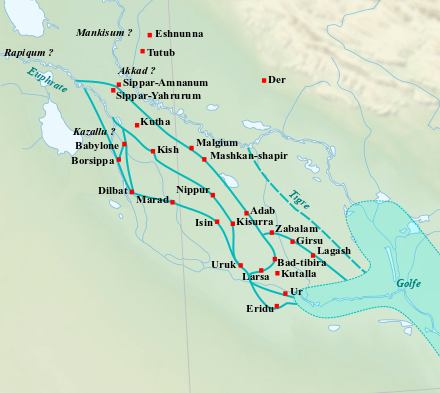
Mapa południowej Mezopotamii w okresie starobabilońskim (ok. 2000-1595 p.n.e.)

Zambija (zapisywane dZa-am-bi-ia) – jedenasty, słabo znany król z I dynastii z Isin, następca Enlil-bani. Według Sumeryjskiej listy królów oraz Listy królów Ur i Isin panować miał przez 3 lata. Jego rządy datowane są na lata ok. 1836-1834 p.n.e. (chronologia średnia).